# Tênis de mesa nos Jogos Paralímpicos de Verão de 2012 - Simples feminino - Classe 4
A competição de simples feminino na classe 4 do tênis de mesa nos Jogos Paralímpicos de Verão de 2012 foi disputada entre os dias 30 de agosto e 2 de setembro no Complexo ExCel, em Londres.

## Medalhistas
| Ouro   | CHN Zhou Ying                |
| Prata  | SRB Borislava Perić-Ranković |
| Bronze | KOR Moon Sung-Hye            |

## Resultados

### Primeira fase

#### Grupo A
| Atleta               | V | D | S   |
| -------------------- | - | - | --- |
| CHN Zhou Ying        | 2 | 0 | +27 |
| ITA Valeria Zorzetto | 1 | 1 | -8  |
| SLO Andreja Dolinar  | 0 | 2 | -19 |

| CHN Zhou Ying        | 11 | 12 | 11 |  |  |
| ITA Valeria Zorzetto | 7  | 10 | 4  |  |  |

| ITA Valeria Zorzetto | 13 | 11 | 3  | 11 |  |
| SLO Andreja Dolinar  | 11 | 3  | 11 | 8  |  |

| CHN Zhou Ying       | 11 | 11 | 11 |  |  |
| SLO Andreja Dolinar | 7  | 5  | 7  |  |  |

#### Grupo B
| Atleta                       | V | D | S   |
| ---------------------------- | - | - | --- |
| SRB Borislava Perić-Ranković | 2 | 0 | +38 |
| JOR Fatmeh Al-Azzam          | 1 | 1 | -12 |
| KOR Jung Ji-Nam              | 0 | 2 | -26 |

| SRB Borislava Perić-Ranković | 11 | 11 | 11 |  |  |
| JOR Fatmeh Al-Azzam          | 3  | 3  | 4  |  |  |

| JOR Fatmeh Al-Azzam | 11 | 11 | 11 |  |  |
| KOR Jung Ji-Nam     | 7  | 9  | 6  |  |  |

| SRB Borislava Perić-Ranković | 11 | 11 | 11 |  |  |
| KOR Jung Ji-Nam              | 6  | 6  | 6  |  |  |

#### Grupo C
| Atleta             | V | D | S   |
| ------------------ | - | - | --- |
| CHN Zhang Miao     | 2 | 0 | +31 |
| SRB Nada Matić     | 1 | 1 | -3  |
| BRA Joyce Oliveira | 0 | 2 | -28 |

| CHN Zhang Miao     | 11 | 11 | 11 |  |  |
| BRA Joyce Oliveira | 1  | 4  | 7  |  |  |

| BRA Joyce Oliveira | 9  | 11 | 5  | 8  |  |
| SRB Nada Matić     | 11 | 7  | 11 | 11 |  |

| CHN Zhang Miao | 11 | 11 | 11 |  |  |
| SRB Nada Matić | 8  | 9  | 6  |  |  |

#### Grupo D
| Atleta            | V | D | S   |
| ----------------- | - | - | --- |
| KOR Moon Sung-Hye | 2 | 0 | +28 |
| GBR Sue Gilroy    | 1 | 1 | +7  |
| EGY Fadia Ahmed   | 0 | 2 | -35 |

| KOR Moon Sung-Hye | 11 | 11 | 11 |  |  |
| EGY Fadia Ahmed   | 3  | 6  | 3  |  |  |

| EGY Fadia Ahmed | 5  | 7  | 7  |  |  |
| GBR Sue Gilroy  | 11 | 11 | 11 |  |  |

| KOR Moon Sung-Hye | 11 | 8  | 14 | 11 |  |
| GBR Sue Gilroy    | 9  | 11 | 12 | 5  |  |

### Fase eliminatória
|  | Semifinais | Semifinais                   | Semifinais | Semifinais | Semifinais | Semifinais | Semifinais |  |  | Final               | Final                        | Final               | Final               | Final               | Final               | Final               |
|  |            |                              |            |            |            |            |            |  |  |                     |                              |                     |                     |                     |                     |                     |
|  | A          | CHN Zhou Ying                | 11         | 11         | 11         |            |            |  |  |                     |                              |                     |                     |                     |                     |                     |
|  | C          | KOR Moon Sung-Hye            | 7          | 9          | 7          |            |            |  |  |                     |                              |                     |                     |                     |                     |                     |
|  |            |                              |            |            |            |            |            |  |  | A                   | CHN Zhou Ying                | 11                  | 11                  | 11                  |                     |                     |
|  |            |                              |            |            |            |            |            |  |  | B                   | SRB Borislava Perić-Ranković | 6                   | 8                   | 4                   |                     |                     |
|  | D          | CHN Zhang Miao               | 11         | 11         | 11         | 7          | 7          |  |  |                     |                              |                     |                     |                     |                     |                     |
|  | B          | SRB Borislava Perić-Ranković | 6          | 13         | 3          | 11         | 11         |  |  | Disputa pelo bronze | Disputa pelo bronze          | Disputa pelo bronze | Disputa pelo bronze | Disputa pelo bronze | Disputa pelo bronze | Disputa pelo bronze |
|  |            |                              |            |            |            |            |            |  |  | C                   | KOR Moon Sung-Hye            | 10                  | 11                  | 10                  | 11                  | 11                  |
|  |            |                              |            |            |            |            |            |  |  | D                   | CHN Zhang Miao               | 12                  | 6                   | 12                  | 9                   | 5                   |